# Palazzo Petriccione di Vadi
Der Palazzo Petriccione di Vadi ist ein Palast aus dem Beginn des 20. Jahrhunderts im Viertel Chiaia in Neapel in der italienischen Region Kampanien. Er liegt an der Via dei Mille, 1.

## Geschichte und Beschreibung
Den Jugendstilpalast ließ Graf Antonio Petriccione, der eine Firma zur Alkoholherstellung in San Giovanni a Teduccio besaß, in den Jahren 1902–1904 errichten. König Umberto I. hatte ihn 1896 anlässlich seiner Hochzeit mit der Herzogin Beatrice di San Donato wegen seiner Verdienste bei seiner Arbeit diesen Titel verliehen.
Der fünfstöckige Palast ist zwar grundsätzlich im Jugendstil erbaut, weist aber auch klassizistische Elemente, wie das glatte Bossenwerk, mit dem das Erdgeschoss verkleidet ist, auf.
1985 wurde an der Fassade eine Tafel zur Erinnerung an Alfonso Petriccione, einen Nachfahren des Erbauers, angebracht, der im selben Jahr dort verstorben war. Der Journalist und Autor des bekannten Buches La fontana dei parchi hatte mit diesem Buch 1956 den Premio Partenope gewonnen.